# استیون دی کراکر
استفان دی کراکر (Steve Crocker) (متولد ۱۵ اکتبر ۱۹۴۴ در پاسادنا، کالیفرنیا، ایالات متحده) مخترع مجموعه درخواست نظرات است و اولین RFC و بسیاری موارد دیگر را تألیف کرده‌است. وی در دبیرستان ون نویز و همچنین وینت سرف و جون پستل تحصیل کرد. کراکر لیسانس (۱۹۶۸) و دکترا (۱۹۷۷) خود را از دانشگاه کالیفرنیا، لس آنجلس دریافت کرد. کراکر به عنوان رئیس هیئت مدیره اینترنت برای نامها و شماره‌های اختصاص یافته منصوب شد، ICANN در سال ۲۰۱۱.

## استیو کراکر و اینترنت
استیو کراکر از بدو تأسیس در جامعه اینترنت کار می‌کرد. وی به عنوان دانشجوی تحصیلات تکمیلی UCLA در دهه ۱۹۶۰، بخشی از تیم بود که پروتکل‌های ARPANET را که پایه و اساس اینترنت امروزی بود، تهیه کرد. برای این کار، کراکر در سال 2002 IEEE Internet Award.

## برخی از کارهای کراکر
- در حالی که در UCLA بود، کراکر یک دوره آموزش برنامه‌نویسی رایانه (برای IBM 7094 رایانه اصلی) را تدریس کرد. این کلاس برای آموزش پردازش دیجیتال و برنامه‌نویسی زبان مونتاژ به معلمان دبیرستان بود، به طوری که آنها می‌توانند چنین دوره‌هایی را در دبیرستان‌های خود ارائه دهند. تعدادی از دانش آموزان دبیرستان نیز در این دوره پذیرفته شدند، تا اطمینان حاصل شود که آنها می‌توانند این رشته جدید را درک کنند. کراکر همچنین در باشگاه رایانه ای تازه تأسیس UCLA نیز فعالیت داشت.
- کراکر مدیر برنامه در آژانس پروژه‌های تحقیقاتی پیشرفته دفاع (DARPA)، یک محقق ارشد در USC مؤسسه علوم اطلاعات بوده‌است، بنیانگذار و مدیر آزمایشگاه علوم کامپیوتر در شرکت هوافضا و معاون رئیس‌جمهور در سیستم‌های اطلاعاتی معتمد. در سال ۱۹۹۴، کراکر یکی از بنیانگذاران و مدیر ارشد فناوری CyberCash، شرکت بود. در سال ۱۹۹۸، وی ISS اجرایی را تأسیس و اداره کرد. در سال ۱۹۹۹ او بنیانگذار شد و مدیرعامل سیستم‌های طول جغرافیایی بود. وی در حال حاضر مدیرعامل Shinkuro، یک شرکت تحقیق و توسعه است.
- استیو کراکر در ایجاد «گروه کاری شبکه» ARPA نقش اساسی داشت، که بعداً زمینه ایجاد IETF بود.
- او همچنین مدیر منطقه امنیتی IETF، عضو هیئت معماری اینترنت ، رئیس ICANN مشاور امنیت و ثبات بوده‌است کمیته، عضو هیئت مدیره و رئیس ICANN، یک عضو هیئت مدیره انجمن اینترنت و بسیاری از موقعیت‌های داوطلب مرتبط با اینترنت.